# Hylaea rufostrigaria
Hylaea rufostrigaria är en fjärilsart som beskrevs av Barend J. Lempke 1951. Hylaea rufostrigaria ingår i släktet Hylaea och familjen mätare. Inga underarter finns listade i Catalogue of Life.